# 連弩

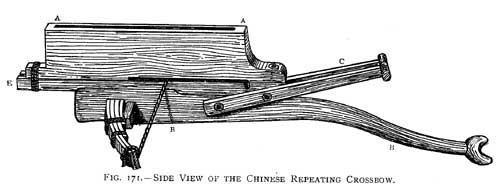
諸葛弩側視圖

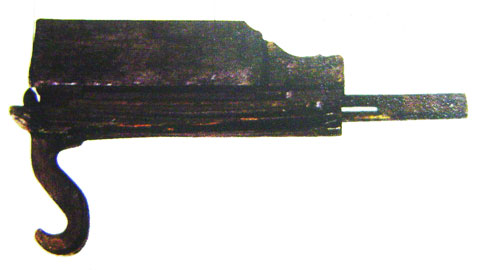
楚國墓穴出土的連弩。

連弩是一種古代的遠射武器，改進自弩，共分兩種。一種是能把箭連續不斷射向敵人的連發式；另一種是能同時發射多支箭的多發式。

## 歷史

### 中國
連弩最早出自戰國時代，屬於大型的床子弩，有《墨子·備高臨》記載了「連弩之車」，矢長十尺；《六韜·虎韜·軍用》記載了「絞車連弩」；《淮南子·氾論訓》中也有有關連弩的記述。
三國时期诸葛亮极大改进了连弩的设计，所以连弩也被后人称为诸葛連弩或诸葛弩，一次能連續發射十支箭，是一種具有代表性的連發式連弩。由于连弩发射准确、杀伤力大、打击范围大，在战场上对于冲锋陷阵的军事将领威胁极大，所以也被称为“元戎弩”。但缺乏具體圖像實物見明型制，僅有文字描述該弩樣式敘述。
明代的諸葛弩，為明代時人假託諸葛亮之名想像仿造，但射擊力道與傳說相比力道不夠強勁，在明代成書的《天工開物》一書則敘述諸葛弩的工藝是相當精巧，但是射擊的力道卻相當的弱，射程最多到二十餘步，適合做為一般民家防備盜竊的武器，而非戰爭中使用的兵器。
《武備誌》對於諸葛弩的描述是：「東南方的居民喜愛使用這種武器，但是這種武器力道輕以致於不容易傷害到人。」、「這種連弩就算弱小的男子或是居家的婦人都可以拿著來守城，一只連弩可以連續發射十枝箭矢，箭頭的地方塗上獵殺老虎用的毒藥，一旦命中人或馬，只要造成傷口馬上就會中毒死亡，機型便捷輕巧就算遇到騎兵也可以拿著弩對抗，但是弩箭的力道不強，一定要靠毒藥才能發揮殺傷力。」

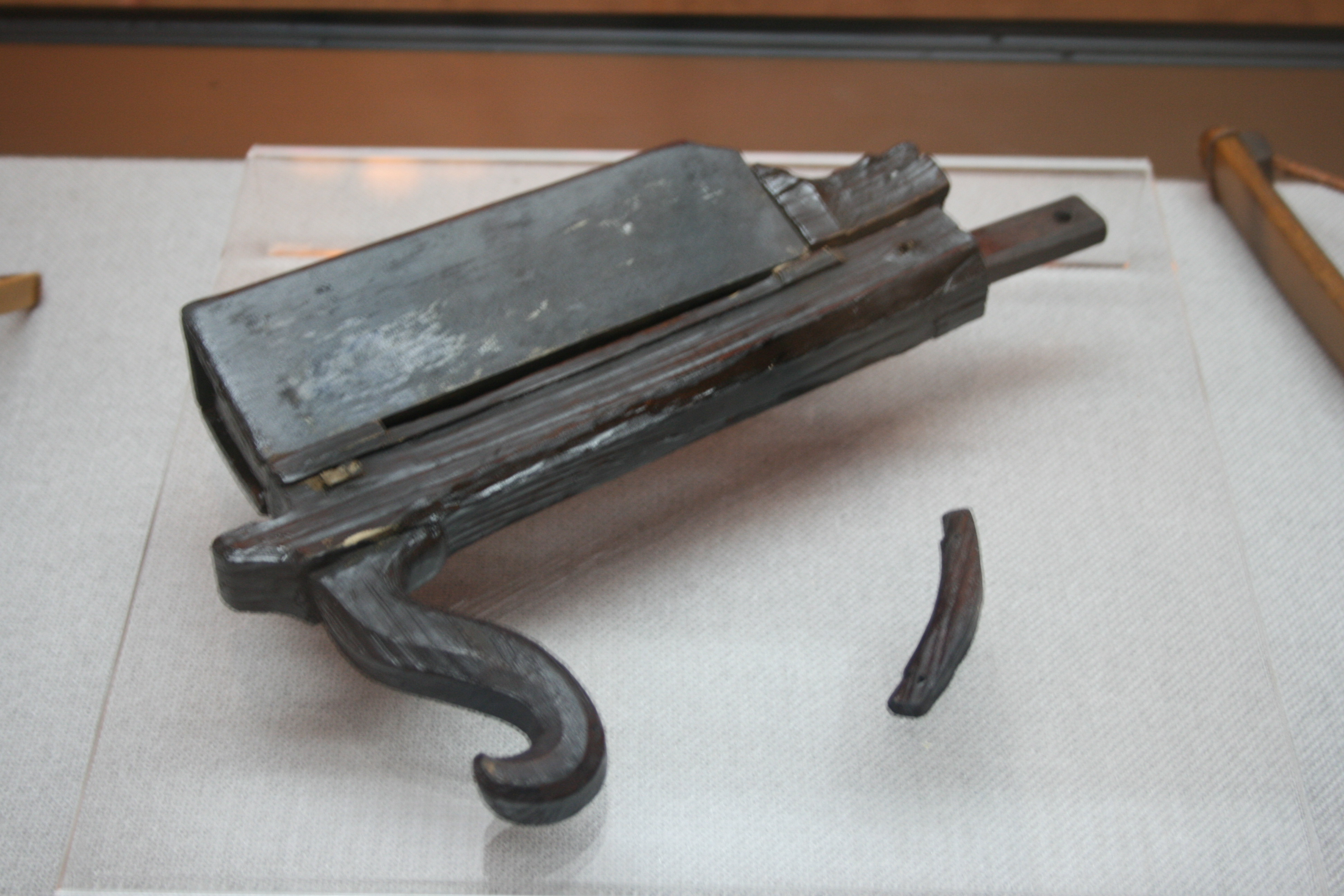
戰國楚墓出土的連弩。
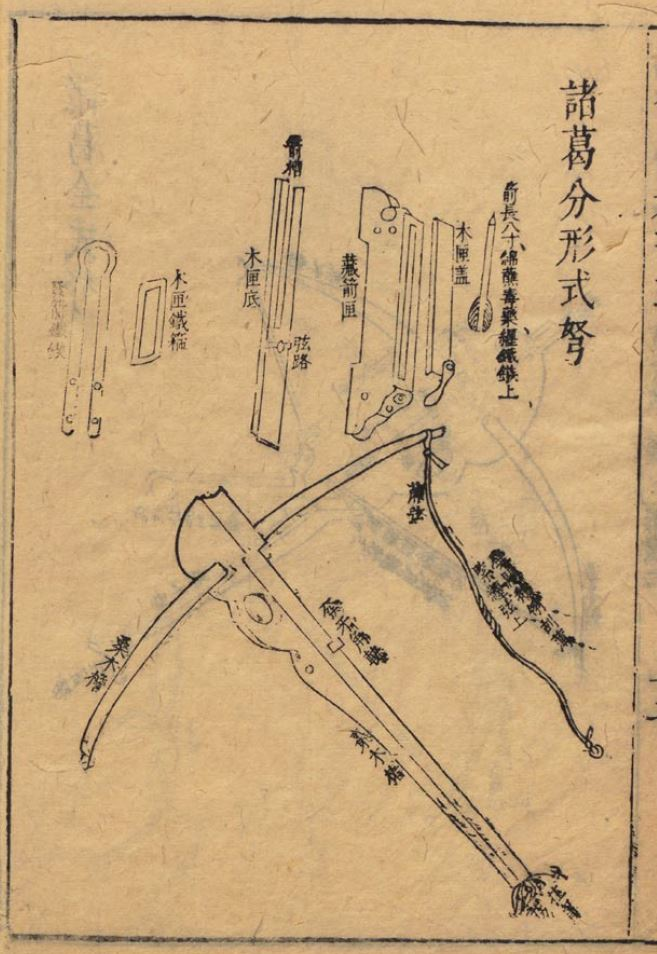
武備志所記載的「諸葛弩」。
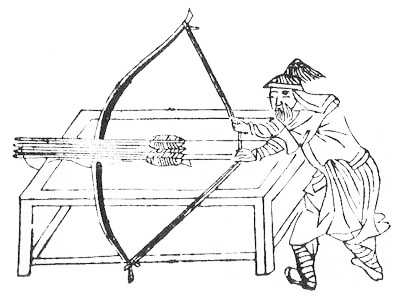
武備志所記載的「神臂床子連城弩」。
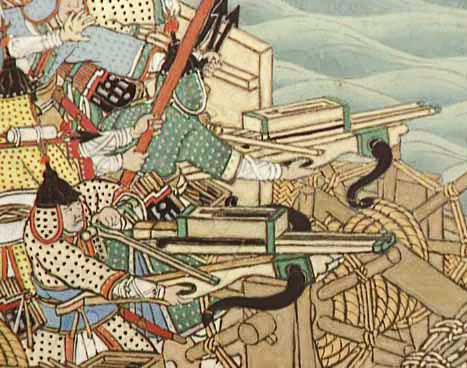
萬曆朝鮮之役中出現的連弩。

## 外部連結
- Crossbow Plans - How to build a repeating crossbow. （页面存档备份，存于）
- CHU-KO-NU - The Chinese Repeating Crossbow （页面存档备份，存于）
- The Chinese Repeating Crossbow From Ralph Payne-Gallwey's work
- 央視-諸葛連弩 （页面存档备份，存于）